# صفيحة الكاريبي

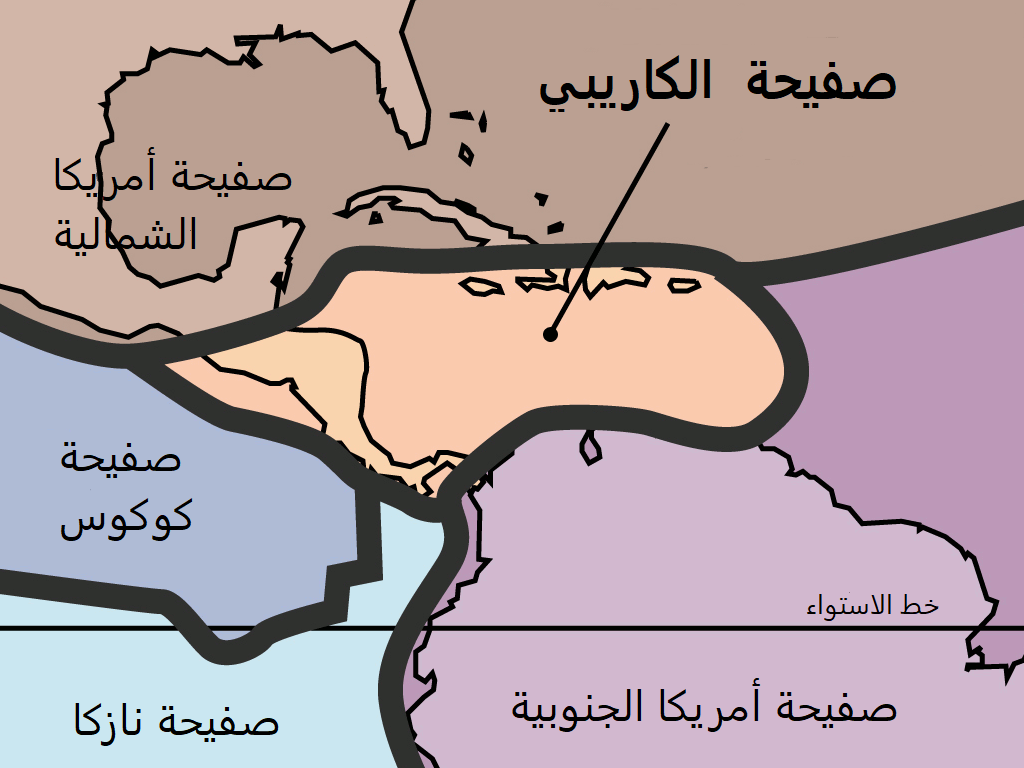
موقع صفيحة الكاريبي باللون البرتقالي.

صفيحة الكاريبي هي إحدى الصفائح التكتونية الفرعية، غاليبة أجزائها محيطية تتواجد في أمريكا الوسطى وبحر الكاريبي.
مساحة الصفيحة بالتقريب 3.2 مليون كيلومتر مربع، ويحدها من الشمال الغربي صفيحة أمريكا الشمالية ومن الجنوب أمريكا الجنوبية، ومن الجنوب الغربي صفيحة نازكا ومن الغرب صفيحة القوقاز.
الصفائح المجاورة لصفيحة الكاريبي تتحرك حركات زلزالية مكثفة، حيث تشمل الهزات المتكررة والأمواج العرضية والانفجارات البركانية.

## أصل الصفيحة
وهناك نظريتان مختلفتان عن أصل صفيحة الكاريبي.
الأولى تفترض أن مقاطعة بركانية كبيرة تشكلت في المحيط الهادئ منذ عشرات الملايين من السنوات. حيث كانت تتسع المحيط الأطلسي، أمريكا الشمالية وأمريكا الجنوبية ثم دفعت غربا، وانفصلت بعد وقت عن القشرة المحيطية.
النظرية الثانية تفترض أن صفيحة الكاريبي كانت ضمن حيز من نقطة ساخنة في المحيط الأطلسي ولم تعد موجودة. وتشير هذه النظرية إلى أدلة عن الحركة المطلقة لصفيحة الكاريبي التي تشير إلى أن الصحيفة تتحرك غربا وليس شرقا، وأن كانت في ظاهرها تتجه للشرق.